# Midnight Getaway
Midnight GetawayはZIP-FMにて放送中のラジオ番組。ナビゲーターはシンガーソングライターの遥海である。
隔週でミュージカルを練習したりリスナーのお悩み相談を行い、その後一曲歌う。